# شعار فرنسا
شعار فرنسا الحالي اتخذ منذ عام 1953، ويظهر على جوازات السفر الفرنسية، واعتمد في الأصل من قبل وزارة الخارجية الفرنسية ليستخدم من قبل البعثات الدبلوماسية والقنصلية في عام 1912.
ففي عام 1953، طلبت الأمم المتحدة من فرنسا أن ترسل نسخة من شعارها لتعرض جنبًا إلى جنب مع باقي شعارات الدول الأعضاء بالأمم المتحدة، فطلبت لجنة وزارية إعادة إنتاج النسخة القديمة (1912).
يتكون الشعار من:
- درع عريض ينتهي برأس أسد من ناحية، وبرأس نسر من ناحية أخرى.
- إكليل الغار يرمز لنصر الجمهورية الفرنسية.
- فرع من البلوط يرمز إلى الحكمة.
- فأس من الأعلى يرمز إلى العدالة.

## معرض صور

## الجدول التاريخي لشعار فرنسا
| تاريخ الاعتماد | الوصف | صورة الشعار |
| -------------- | --- | ----------- |
| قبل 1376       | الشعار الملكي لفرنسا القديمة. |             |
| 1589-1376      | الشعار الملكي لفرنسا الحديثة. |             |
| 1589–1789      | الشعار الملكي لمملكة فرنسا. ويظهر شعار مملكة نافار مندمجًا مع شعار فرنسا دليلاً على التحالف بينهما نتيجة صعود هنري الرابع على العرش. |             |
| 1804–1814      | شعار الإمبراطورية الفرنسية الأولى في عهد نابليون الأول.                                                                            |             |
| 1814–1830      | استخدم هذا الشعار من قبل العائلة المالكة الفرنسية بعد استعادة التاج الملكي من البوربون.                                            |             |
| 1830–1831      | استخدم هذا الشعار في الفترة ما بين 1830–1831.                                                                                      |             |
| 1831–1848      | استخدم هذا الشعار في الفترة ما بين 1831–1848.                                                                                      |             |
| 1852–1870      | شعار الإمبراطورية الفرنسية الثانية في عهد نابليون الثالث.                                                                          |             |

## شعارات غير رسمية وعرفية
| الشعار | المدة     | الوصف | الحالة                               |
| ------ | --------- | ----- | ------------------------------------ |
|        | 1898-1880 |       | غير رسمي (شعار دبلوماسي)             |
|        | 1902-1898 |       | غير رسمي (شعار دولة)                 |
|        | 1940-1898 |       | غير رسمي (شعار وطني)                 |
|        | 1944-1940 |       | غير رسمي (شعار شخصي لرئيس الجمهورية) |
|        | 1962-1953 |       | غير رسمي (شعار دولة)                 |
|        | الآن      |       | غير رسمي (شعار رئاسي)                |